# Dubiaranea deelemanae
Dubiaranea deelemanae là một loài nhện trong họ Linyphiidae. Loài này được phát hiện ở Borneo.